# Бушкин, Александр Иванович
Александр Иванович Бушкин (1 [13] апреля 1896, Балашов, Саратовская губерния — 5 июня 1929, Москва) — советский режиссёр мультипликационного кино, сценарист и художник.

## Биография
Родился 1 апреля 1896 года в Балашове.
С 1917 по 1919 гг. учился в Художественном училище в Киеве, после окончания которого занимался графикой и художественным оформлением.
В 1920 году устроился на работу на киностудию Госкино («Культкино»), где начал писать сценарии к кинофильмам.
В конце 1921 года у него появилась идея создания мультипликационной мастерской и уже в 1922 году его идея была воплощена в жизнь.
Александр Иванович стал одним из первых мультипликаторов советского кинематографа, написав ряд сценариев к мультфильмам, после чего снял их в качестве режиссёра. Большинство мультфильмов созданы в жанре политической и бытовой сатиры, в том числе на антирелигиозные темы. В 2010 году был снят фильм «Корифеи Российской анимации» (студия «Мир»), в котором Александр Бушкин отмечается среди первых экспериментаторов анимационных фильмов в СССР.
Также известен своими мультипликационными вставками в фильмах Дзиги Вертова.
Историками мультипликации в СССР отмечается его вклад в научную мультипликацию.
Был среди первых мультипликаторов, кто создал рисованные мультфильмы. Результаты данных разработок отражены в его авторской брошюре «Трюки и мультипликация» (издана в 1926 г.), а также в статье «Кадросъёмка» (вышла в 1926 году в журнале «Киножурнал АРК» № 2). Бушкин создавал свои мультфильмы в технике перекладки, в которой части тел персонажей, сделанные из бумаги или картона скреплялись с помощью проволоки и передвигались вручную.
Скончался 5 июня 1929 года на своём рабочем месте от сердечного приступа, после того, как оказалось, что при процессе съёмки мультфильма, посвящённому докладу Валериана Куйбышева на одном съезде (скорее всего, XVI конференции ВКП(б)), объектив камеры был закрыт.

## Фильмография[6]
- «В морду Второму интернационалу!» (1924) — режиссёр, сценарист, художник-постановщик и художник (не сохранено)
- «Германские дела и делишки» (1924) — режиссёр и художник-постановщик (не сохранено)
- «История одного разочарования (Борис Савинков)» (1924) — режиссёр и художник-постановщик
- «Кому что снится» (1924) — режиссёр, сценарист и художник-постановщик (не сохранено)
- «Случай в Токио» (1924) — режиссёр, сценарист и художник-постановщик (не сохранено)
- «Таинственное кольцо, или роковая тайна (48 серий)» (1924) — режиссёр, сценарист и художник
- «Юморески» («Гримасы Парижа», «Червонец», «Пуанкаре») (1924) — художник-постановщик (не сохранено)
- «Советские игрушки» (1924) — режиссёр Д. Вертов, мультипликация А. Бушкина и А. Иванова[7]
- «Дурман Демьяна» (1925) — режиссёр, сценарист и художник
- «Икона» (1925) — режиссёр, сценарист и художник (Не сохранено)
- «Карьера Макдональда» (1925) — режиссёр и художник-постановщик (не сохранено)
- «Что сказал XIII съезд партии о кооперации» (1925) — режиссёр и художник
- «Что должен знать рабочий и крестьянин об СССР» (1928) — режиссёр, сценарист и художник (не сохранено)